# الشعر (فلم)
الشعر (بالكورية: 시؛ النظام الرومنة المنقحة: Si) هو فيلم درامي كوري جنوبي-فرنسي من إنتاج سنة 2010، من تأليف وإخراج لي تشانغ-دونغ. يروي الفيلم قصة امرأة من الضواحي في الستينيات من عمرها، تبدأ في تنمية اهتمامها بالشعر بينما تكافح مع مرض الزهايمر وحفيدها غير المسؤول. تؤدي يون جونغ-هي الدور الرئيسي، وهو أول دور لها في السينما منذ عام 1994. تم اختيار الفيلم للمنافسة الرسمية في مهرجان كان السينمائي سنة 2010، حيث فاز بجائزة أفضل سيناريو. ومن الجوائز الأخرى التي نالها الفيلم: جائزة الجرس الكبير لأفضل فيلم وأفضل ممثلة، وجائزة التنين الأزرق لأفضل ممثلة، وجائزة رابطة نقاد السينما في لوس أنجلس لأفضل ممثلة، وجائزة آسيا والمحيط الهادئ للإنجاز في الإخراج وأفضل أداء تمثيلي لممثلة.

## حبكة
يفتتح الفيلم بمشهد على نهر، حيث يلعب الأطفال على الضفة، ويطفو جثمان فتاة ترتدي زي المدرسة.
يانغ مي-جا (يون جيونغ هي)، جدة تبلغ من العمر 66 عامًا، تستشير طبيبًا في المستشفى بسبب قلقها من النسيان، فيحيلها إلى طبيب مختص. عند مغادرتها المستشفى، ترى امرأة في حالة من الجنون حزناً على ابنتها البالغة من العمر 16 عامًا، التي غرقت.
ورغم أن مي-جا تعيش على الإعانة الحكومية، إلا أنها تعمل عملاً بسيطاً في رعاية رجل مسن ميسور الحال أصيب بسكتة دماغية. وفي المنزل، تعتني بحفيدها الوقح البالغ من العمر 16 عامًا، جونغ-ووك (لي ديفيد)، الذي تعيش والدته المطلقة في بوسان. وعندما تسأل مي-جا جونغ-ووك عن الفتاة من صفه التي غرقت، يقول إنه لم يكن يعرفها.
عندما تلاحظ مي-جا ملصقًا يعلن عن دورة في الشعر في مركز مجتمعي محلي، تقرر التسجيل فيها. ويتضمن الواجب في الدورة كتابة قصيدة واحدة بنهاية الشهر. وبناءً على اقتراح من المعلم، تبدأ بتدوين ملاحظات حول الأشياء التي تراها، خاصة الأزهار.
يخرج جونغ-ووك من المنزل في أوقات غريبة ليلتقي بخمسة أولاد آخرين من المدرسة. وفي إحدى الليالي، يدعوهم جميعًا إلى المنزل دون إبلاغ مي-جا، التي تحاول رغم ذلك أن تكون مضيفة لطيفة، وتقدم لهم وجبة خفيفة قبل أن يختفوا في غرفة جونغ-ووك. لاحقًا، يُصر والد أحد الأولاد على أن تنضم مي-جا إلى اجتماع مع آباء الأولاد الآخرين. يتم إبلاغها أن المجموعة من الأولاد اغتصبوا فتاة تُدعى أغنيس مرارًا وتكرارًا خلال الأشهر الستة الماضية، قبل أن تقفز من فوق جسر إلى النهر وتغرق. وقد تم العثور على مذكرتها، لكن أربعة فقط من أعضاء هيئة التدريس في المدرسة كانوا على علم بالحادثة. يخشى الآباء من العقوبة القانونية، وتخشى المدرسة من فضيحة تضر بسمعتها. ولتفادي تحقيق كامل من الشرطة، يعرض أولياء الأمور دفع تعويض قدره 30 مليون وون لوالدة الفتاة الأرملة، وهي مزارعة فقيرة. مي-جا، التي لا تستطيع دفع حصتها البالغة 5 ملايين وون، تتعرض للضغط لكي تطلب المال من ابنتها (والدة جونغ-ووك). وعلى الرغم من أن مي-جا تتحدث أحيانًا مع ابنتها عبر الهاتف، إلا أنها لا تذكر الموضوع. وعندما تُشخّص بالإصابة بمرحلة مبكرة من مرض الزهايمر، تتجاهل إبلاغ أي شخص مرة أخرى. تحاول مواجهة جونغ-ووك بشأن أفعاله، لكنه يتجاهلها ببساطة.
تبدأ مي-جا بحضور أمسية أسبوعية لقراءات شعرية محلية. يقرأ رجل فظ أحيانًا شعرًا جميلاً في هذه الأمسيات، لكن يتبع ذلك بنكات جنسية سوقية تسيء إلى مي-جا. يوضح لها أحد الشعراء الهواة أن هذا الرجل شرطي ذو قلب طيب، وقد نُقل مؤخرًا من سيئول بعد أن كشف عن فساد في جهاز الشرطة هناك.
تتوقف مي-جا مؤقتًا عن عملها في رعاية الرجل المسن بعد أن حاول الاعتداء عليها جنسيًا. لكنها تعود لاحقًا للعمل بعد رحلة إلى الجسر الذي قفزت منه أغنيس، حيث يطير قبعتها إلى النهر. تنزل إلى ضفة النهر وتجلس لتكتب الشعر حتى يبدأ المطر. تعود إلى الرجل المسن وهي مبللة تمامًا، وتوافق على إقامة علاقة معه. لكنها، خلال ذلك، تبدو بلا مشاعر.
وفي طريق عودتها إلى المنزل، يعترضها صحفي يسألها عن تطورات عرض التعويض، وإن كانت الأم سترفض قبوله. تؤكد مي-جا الأمر بلا مبالاة، لكنها تدرك لاحقًا أنها قد تكون كشفت الكثير. وعندما تحاول المغادرة، يصبح الصحفي عدوانيًا ويحاول إجبارها على البقاء. تهرب وتتصل هاتفيًا بأحدهم.
في اجتماع آخر مع الآباء، تذكر مي-جا ما قالته للصحفي. يُصاب الآباء بخيبة أمل، لكنهم يقررون أن الأمر ليس ذا عواقب كبيرة. يتم إبلاغها بضرورة السفر إلى الريف لإقناع والدة أغنيس بقبول التسوية.
يأخذها أحد الآباء بسيارته إلى الريف. وبعد أن لا تجد والدة أغنيس في المنزل، تصادفها في الحقل. تبدأ مي-جا بالهذيان عن جمال الطقس والأزهار والأشجار والفواكه، ناسية هدفها الحقيقي. يتبادلان حديثًا لطيفًا، ثم تدير مي-جا ظهرها وتبدأ بالمغادرة. وأخيرًا، تتذكر سبب زيارتها، لكنها تخجل من طرح الموضوع وتتابع طريقها.
تحضر مي-جا أمسية قراءة شعرية أخرى. وبعدها، تجلس خارج المكان وهي تبكي. يأتي الشرطي الذي كان يشارك في القراءة، ويتحدث معها وهو يدخن. يسألها عن سبب بكائها، لكنها لا تجيب فورًا، فيبقى جالسًا بجانبها. وتنتهي اللقطة هناك. وعندما تعود إلى المنزل، تخرج من حقيبتها صورة أغنيس التي أخذتها من مراسم التأبين، وتضعها على الطاولة ليجدها جونغ-ووك صباحًا.
وبعد أيام، تعود مي-جا إلى الآباء وتخبرهم بأنها ما زالت غير قادرة على دفع حصتها من التعويض. وعلى الرغم من انزعاجهم من عدم مشاركتها، إلا أنهم يشعرون بالفرح لأن والدة أغنيس وافقت على التسوية، رغم أن مي-جا لم تطلب منها ذلك صراحة.
تطلب مي-جا المال من الرجل المسن الذي تعتني به، دون أن تخبره عن السبب. وهو، مشككًا في نواياها وظانًا أنها تحاول ابتزازه، يدفع لها المال. وبعد أن يتم دفع التعويض إلى والدة أغنيس، تتصل مي-جا بابنتها وتطلب منها العودة إلى المنزل، وتُصر على أن يستحم جونغ-ووك ويقلم أظافره. في تلك الليلة، يأتي الشرطي السوقي من الأمسيات الشعرية مع شريكه ليأخذ جونغ-ووك. لا تعترض مي-جا.
يُختتم الفيلم باكتشاف معلم الشعر باقة زهور على منصة الدرس، مع قصيدة كتب عليها عنوان "أغنية أغنيس"، لكنها لم تحضر. تعود الابنة إلى منزل فارغ، وتتصل بوالدتها، لكن لا أحد يرد. يبدأ المعلم في قراءة قصيدة مي-جا على الصف، بينما تتحدث مي-جا بصوت خارجي، قبل أن تتحول إلى صوت أغنيس نفسها في منتصف القصيدة، متتبعةً تحركاتها من مختبر العلوم، حيث تعرضت للاغتصاب، إلى الحافلة، ثم إلى الجسر الذي قفزت منه. تلتفت أغنيس إلى الكاميرا وتبتسم نصف ابتسامة، تاركة مصير مي-جا غامضًا.

## طاقم التمثيل
- يون جونغ هي في دور يانغ مي جا
- لي ديفيد في دور بارك جونغ ووك
- كيم هي را في دور السيد كانغ
- آهن ناي سانغ بدور والد كي بيوم
- كيم يونج تايك في دور كيم يونج تايك
- بارك ميونغ سين في دور والدة هي جين
- مين بوك جي بدور والد صن تشانغ
- كيم هيه جونغ في دور جو مي هيه
- كيم هيه جونغ في دور مسن مريض

## الإنتاج
نشأت فكرة الفيلم من واقعة حقيقية حيث تعرضت تلميذة في بلدة صغيرة للاغتصاب من قِبل مجموعة من الفتيان المراهقين. وعندما سمع المخرج لي تشانغ-دونغ عن الحادثة، تأثر بها، رغم أنه لم يكن مهتمًا بإنتاج فيلم يستند إلى تلك الأحداث الفعلية. ولاحقًا، خلال زيارة إلى اليابان، شاهد لي برنامجًا تلفزيونيًا في غرفته بالفندق. كان البرنامج يتكوّن كليًا من لقطات طبيعية مريحة: "نهر هادئ، طيور تطير، صيادون في البحر – مع موسيقى ناعمة من نوع النيو-إيج في الخلفية"، وبدأت تتشكل في ذهنه رؤية لفيلم سينمائي محتمل. قال: "فجأة، تذكرت تلك الحادثة المروّعة، وخطر ببالي مصطلح ’الشعر‘ وصورة امرأة في الستين من عمرها".
كتب لي شخصية الدور الرئيسي خصيصًا ليون جونغ-هي، وهي نجمة بارزة في السينما الكورية خلال ستينيات وسبعينيات القرن العشرين. وقد أعربت يون لاحقًا عن رضاها عن الدور نظرًا لاختلافه عما اعتادت على أدائه سابقًا: "لطالما رغبت في أن أُظهر للناس جوانب مختلفة من أدائي التمثيلي، وقد منحني (لي) كل فرصة لتحقيق ذلك". قبل فيلم الشعر، كان آخر ظهور ليون في السينما من خلال فيلم مانمو بانغ ("رايتان") عام 1994. وقاد عملية الإنتاج شركة باين هاوس فيلم، التي أسسها المخرج عام 2005، بدعم مشترك من يونيكوريا للثقافة والاستثمار الفني.
بدأ التصوير في 25 آب 2009، وانتهى بعد ثلاثة أشهر في مقاطعتي كيونغكي وكانغوون. في البداية، كان لي قلقًا من أن خبرة يون الطويلة قد تجعل أسلوب تمثيلها قديمًا، لكنه عبّر عن رضاه الكبير تجاه أدائها قائلاً: "أدت مشاهدها بروح منفتحة على الحوار، وهذا أمر يصعب العثور عليه حتى بين الممثلين الشباب".
الإصدار
في 13 أيّار 2010، أصدرت شركة نيو الفيلم في 194 صالة عرض في كوريا الجنوبية، وحقق إيرادات تُقدّر بحوالي 258,000 دولار أمريكي خلال عطلة نهاية الأسبوع الأولى. وحتّى 1 آب 2010، بلغ إجمالي الإيرادات في السوق المحلي 1,301,057 دولار أمريكي، وبلغ عدد التذاكر المباعة على مستوى البلاد 220,693 تذكرة.
أُقيم العرض الدولي الأول للفيلم في مهرجان كان السينمائي سنة 2010، حيث عُرض في 19 أيّار ضمن المسابقة الرسمية.
تم إصدار النسخة الكورية من أقراص الفيديو الرقمية للفيلم في 23 تشرين الأول 2010، وتضمنت ترجمة إلى اللغة الإنجليزية. أما في الولايات المتحدة، فقد تم توزيع الفيلم سينمائيًا من قِبل شركة كينو إنترناشونال.
عُرض الفيلم أيضًا في الدورة الثامنة والعشرين من مهرجان بوسان السينمائي الدولي، ضمن قسم "عرض خاص" في 5 تشرين الأول 2023.

## الاستقبال

### ردود النقاد
حتى تاريخ 15 أيّار 2025، حصل الفيلم على تقييم بنسبة 100٪ من قِبل النقاد استنادًا إلى 71 مراجعة على موقع تجميع مراجعات الأفلام روتن توميتوز، بمتوسط تقييمي وزني بلغ 8.64 من 10. وورد في الإجماع النقدي على الموقع: "الشعر هو دراما مؤثرة آسرة لأنه لا يقدم أجوبة سهلة على الصراع المركزي المعقد". أما على موقع ميتاكريتيك، فقد حصل الفيلم على نتيجة 87 من 100 استنادًا إلى 23 مراجعة نقدية، مصنّفًا إياه على أنه "نال استحسانًا عالميًا".
كتب جاستن تشانغ في مجلة فرايتي: "نظرًا للإمكانية الكبيرة للوقوع في الميلودراما العاطفية مع هذا النوع من الموضوعات، فإن ما يميز الفيلم هو خلوه التام من العاطفية المفرطة في معالجة لي. في أي لحظة لا يتحول الشعر إلى دراما مرضية عن مرض عضال أو قصة ترابط بين الأجيال". وواصل تشانغ ملاحظاته بالإشارة إلى أن خلفية لي كروائي تظهر أحيانًا في الفيلم، وقال: "هناك لحظات طويلة كان يمكن اختصارها، لكن الفيلم، رغم طوله البالغ 139 دقيقة، يشعر بأنه أقصر بكثير".
تم إدراج الفيلم في قائمة شبكة سي إن إن لأفضل عشرة أفلام في عام 2011، وسُمّي من قِبل الناقد السينمائي مايكل فيليبس في صحيفة شيكاغو تريبيون كأفضل فيلم في عام 2011. وفي عام 2020، صنفته صحيفة ذا غارديان في المرتبة الرابعة بين كلاسيكيات السينما الكورية الجنوبية الحديثة.

### الجوائز
فاز لي بجائزة أفضل سيناريو في مهرجان كان السينمائي. وفي الدورة السابعة والأربعين من جوائز الجرس الكبير، فاز فيلم الشعر بجوائز أفضل فيلم، وأفضل سيناريو، وأفضل ممثلة، وأفضل ممثل مساعد. كما نال الفيلم جوائز جمعية نقاد السينما الكورية لأفضل فيلم وأفضل سيناريو.
قررت لجنة تحكيم الدورة الحادية والثلاثين من جوائز التنين الأزرق استبعاد الفيلم من الترشيحات، بعد أن أعلن لي عن مقاطعته للحفل، إلا أنهم رشحوا يون لجائزة أفضل ممثلة، معتبرين أن قرار المخرج لا ينبغي أن يؤثر على طاقم التمثيل. وفي النهاية، تقاسمت الجائزة مع سو آي عن دورها في فيلم منتصف الليل إف إم.
وفي جوائز آسيا والمحيط الهادئ لعام 2010، حصل لي على جائزة أفضل إنجاز في الإخراج، وفازت يون بجائزة أفضل أداء تمثيلي لممثلة، كما تم ترشيح الفيلم أيضًا لجائزة أفضل فيلم روائي طويل وأفضل سيناريو. كما تم ترشيحه لجائزة الجائزة الكبرى لنقابة نقاد السينما البلجيكية.
في عام 2011، رُشح فيلم الشعر لجائزة أفضل فيلم في الدورة الخامسة من جوائز السينما الآسيوية، حيث فاز لي بجائزتي أفضل مخرج وأفضل سيناريو. كما نال الفيلم الجائزة الكبرى – النظرة الذهبية وجائزة النقاد الدوليين فيبريسي في مهرجان فريبورغ السينمائي الدولي.
بعد أن كرّمت فرنسا يون بلقب ضابط في وسام الفنون والآداب، حصلت أيضًا على جائزة أفضل ممثلة في مهرجان سينيمانيلا السينمائي الدولي. كما فازت يون بجائزة رابطة نقاد السينما في لوس أنجلس لأفضل ممثلة عن أدائها، لتكون بذلك السنة الثانية على التوالي التي تفوز فيها ممثلة كورية بهذه الجائزة، بعد أن فازت كيم هاي-جا بها عن فيلم الأم في عام 2010.
| الجائزة                            | الفئة                                    | المُستلم       | النتيجة       |
| ---------------------------------- | ---------------------------------------- | ------------- | ------------- |
| مهرجان كان السينمائي               | السعفة الذهبية                           | لي تشانغ-دونغ | رُشّح           |
|                                    | أفضل سيناريو                             | لي تشانغ-دونغ | فاز           |
|                                    | جائزة لجنة التحكيم المسكونية – تنويه خاص | لي تشانغ-دونغ | فاز           |
| جوائز الجرس الكبير                 | أفضل فيلم                                | الشعر         | فاز           |
|                                    | أفضل مخرج                                | لي تشانغ-دونغ | رُشّح           |
|                                    | أفضل ممثلة                               | يون جونغ-هي   | فازت          |
|                                    | أفضل ممثل مساعد                          | كيم هي-را     | فاز           |
|                                    | أفضل سيناريو                             | لي تشانغ-دونغ | فاز           |
|                                    | أفضل تصوير سينمائي                       | كيم هيون-سوك  | رُشّح           |
|                                    | أفضل تصميم أزياء                         | لي تشونغ-يون  | رُشّح           |
| جوائز التنين الأزرق                | أفضل ممثلة                               | يون جونغ-هي   | فازت          |
| جوائز السينما الكورية              | أفضل فيلم                                | الشعر         | فاز           |
|                                    | أفضل مخرج                                | لي تشانغ-دونغ | فاز           |
|                                    | أفضل ممثلة                               | يون جونغ-هي   | رُشّحت          |
|                                    | أفضل ممثل جديد                           | لي ديفيد      | رُشّح           |
|                                    | أفضل سيناريو                             | لي تشانغ-دونغ | فاز           |
|                                    | أفضل مونتاج                              | كيم هيون      | رُشّح           |
|                                    | أفضل صوت                                 | لي سونغ-تشول  | رُشّح           |
| جوائز جمعية نقاد السينما الكوريين  | أفضل فيلم                                | الشعر         | فاز           |
|                                    | أفضل سيناريو                             | لي تشانغ-دونغ | فاز           |
| جوائز بويل السينمائية              | أفضل فيلم                                | الشعر         | فاز           |
|                                    | أفضل سيناريو                             | لي تشانغ-دونغ | فاز           |
| مهرجان المرأة في السينما بكوريا    | امرأة العام في السينما                   | يون جونغ-هي   | فازت          |
| جوائز نقاد بوسان السينمائيين       | أفضل أفلام السنة                         | الشعر         | فاز           |
| جوائز آسيا والمحيط الهادئ          | أفضل فيلم روائي طويل                     | —             | رُشّح           |
|                                    | أفضل إنجاز في الإخراج                    | لي تشانغ-دونغ | فاز           |
|                                    | أفضل أداء تمثيلي لممثلة                  | يون جونغ-هي   | فازت          |
|                                    | أفضل سيناريو                             | لي تشانغ-دونغ | رُشّح           |
| مهرجان فيلادلفيا السينمائي         | سادة السينما                             | —             | فاز           |
| جوائز السينما الآسيوية             | أفضل فيلم                                | الشعر         | رُشّح           |
|                                    | أفضل مخرج                                | لي تشانغ-دونغ | فاز           |
|                                    | أفضل سيناريو                             | لي تشانغ-دونغ | فاز           |
| جوائز بيكسانغ للفنون               | أفضل فيلم                                | الشعر         | رُشّح           |
|                                    | أفضل مخرج                                | لي تشانغ-دونغ | فاز           |
|                                    | أفضل ممثلة                               | يون جونغ-هي   | رُشّحت          |
|                                    | أفضل سيناريو                             | لي تشانغ-دونغ | رُشّح           |
| جمعية نقاد بوسطن السينمائيين       | أفضل فيلم بلغة أجنبية                    | الشعر         | رُشّح           |
| مهرجان سينيمانيلا السينمائي الدولي | جائزة لينو بروكا                         | لي تشانغ-دونغ | رُشّح           |
|                                    | أفضل ممثلة                               | يون جونغ-هي   | فازت          |
| مهرجان سي بي إتش بيكس              | جائزة الجمهور من بوليتيكن                | لي تشانغ-دونغ | رُشّح           |
| مهرجان فريبورغ السينمائي الدولي    | جائزة النقاد الدوليين (فيبريسي)          | —             | فاز           |
|                                    | الجائزة الكبرى                           | —             | فاز           |
| جوائز كوفرا السينمائية             | أفضل فيلم                                | الشعر         | فاز           |
| استفتاء نقاد إنديوير               | أفضل ممثلة                               | يون جونغ-هي   | المركز الرابع |
| رابطة نقاد السينما في لوس أنجلس    | أفضل ممثلة                               | يون جونغ-هي   | فازت          |
| استطلاع صحيفة فيليدج فويس          | أفضل ممثلة                               | يون جونغ-هي   | المركز الرابع |
| جوائز تشلتروديس                    | أفضل فيلم                                | الشعر         | رُشّح           |
|                                    | أفضل ممثلة                               | يون جونغ-هي   | رُشّحت          |
|                                    | أفضل سيناريو أصلي                        | لي تشانغ-دونغ | فاز           |
| جوائز غولد ديربي                   | أفضل فيلم بلغة أجنبية                    | الشعر         | رُشّح           |
| جمعية السينيفيليين الدولية         | أفضل ممثلة                               | يون جونغ-هي   | رُشّحت          |
|                                    | أفضل فيلم غير ناطق بالإنجليزية           | الشعر         | رُشّح           |
| دائرة نقاد لندن السينمائيين        | فيلم السنة بلغة أجنبية                   | الشعر         | رُشّح           |
| الجمعية الوطنية لنقاد السينما      | أفضل ممثلة                               | يون جونغ-هي   | رُشّحت          |
| دائرة نقاد فانكوفر السينمائيين     | أفضل فيلم بلغة أجنبية                    | الشعر         | رُشّح           |

## روابط خارجية
- مقالات تستعمل روابط فنية بلا صلة مع ويكي بيانات
- الموقع الرسمي للشعر في أمريكا الشمالية لدى Kino International
- Poetry على هانسينما
- Poetry في روتن توميتوز.